# لويس أوليفيرا (لاعب كرة قدم برتغالي)
لويس أوليفيرا هو لاعب كرة قدم برتغالي، ولد في 9 يناير 1994 في ليريا في البرتغال. لعب مع أونياو ليريا.

## وصلات خارجية
- لويس أوليفيرا على موقع Soccerway.com (الإنجليزية)